# Judith Gartaganis
Judith Gartaganis (ur. 6 sierpnia 1953) – kanadyjska brydżystka, World International Master (WBF).

## Wyniki brydżowe

### Olimpiady
Na olimpiadach uzyskała następujące rezultaty:
| Olimpiady brydżowe. Zawody teamów | Olimpiady brydżowe. Zawody teamów | Olimpiady brydżowe. Zawody teamów    | Olimpiady brydżowe. Zawody teamów | Olimpiady brydżowe. Zawody teamów | Olimpiady brydżowe. Zawody teamów |
| Rok                               | Miejsce                           | Zawody                               | Kategoria                         | Drużyna                           | Pozycja                           |
| --------------------------------- | --------------------------------- | ------------------------------------ | --------------------------------- | --------------------------------- | --------------------------------- |
| 2002                              | Salt Lake City                    | 4. Mistrzostwa o Wielką Nagrodę MKOL | Kobiety                           | Canada                            | 8                                 |

### Zawody światowe
W światowych zawodach zdobyła następujące lokaty:
| Mistrzostwa Świata. Konkurencja teamów | Mistrzostwa Świata. Konkurencja teamów | Mistrzostwa Świata. Konkurencja teamów          | Mistrzostwa Świata. Konkurencja teamów | Mistrzostwa Świata. Konkurencja teamów | Mistrzostwa Świata. Konkurencja teamów |
| Rok                                    | Miejsce                                | Zawody                                          | Kategoria                              | Drużyna                                | Pozycja                                |
| -------------------------------------- | -------------------------------------- | ----------------------------------------------- | -------------------------------------- | -------------------------------------- | -------------------------------------- |
| 2013                                   | Nusa Dua                               | 41. Mistrzostwa Świata Teamów                   | Trans                                  | Canada Open                            | 42                                     |
| 2013                                   | Nusa Dua                               | 41. Mistrzostwa Świata Teamów                   | Open                                   | Canada                                 | 5                                      |
| 2012                                   | Lille                                  | 5. Otwarte Mistrzostwa Świata Teamów Mikstowych | Miksty                                 | Canada                                 | 2                                      |
| 2010                                   | Filadelfia                             | 13. Seria Mistrzostw Świata                     | Open                                   | Canada                                 | 33                                     |
| 2006                                   | Werona                                 | 12. Mistrzostwa Świata                          | Open                                   | Gartaganis                             | 9                                      |
| 2002                                   | Montreal                               | 11. Mistrzostwa Świata                          | Open                                   | Gartaganis                             | 97                                     |

| Mistrzostwa Świata. Konkurencja par | Mistrzostwa Świata. Konkurencja par | Mistrzostwa Świata. Konkurencja par | Mistrzostwa Świata. Konkurencja par | Mistrzostwa Świata. Konkurencja par | Mistrzostwa Świata. Konkurencja par |
| Rok                                 | Miejsce                             | Zawody                              | Kategoria                           | Partner                             | Pozycja                             |
| ----------------------------------- | ----------------------------------- | ----------------------------------- | ----------------------------------- | ----------------------------------- | ----------------------------------- |
| 2010                                | Filadelfia                          | 13. Mistrzostwa Świata              | Miksty                              | Nicholas Gartaganis                 | 269                                 |
| 2010                                | Filadelfia                          | 13. Mistrzostwa Świata              | Open                                | Nicholas Gartaganis                 | 273                                 |
| 2010                                | Filadelfia                          | 13. Mistrzostwa Świata              | Open IMP                            | Nicholas Gartaganis                 | 17                                  |
| 2006                                | Werona                              | 12. Mistrzostwa Świata              | Open                                | Nicholas Gartaganis                 | 162                                 |
| 2006                                | Werona                              | 12. Mistrzostwa Świata              | Miksty                              | Nicholas Gartaganis                 | 35                                  |
| 2006                                | Werona                              | 12. Mistrzostwa Świata              | Open IMP                            | Nicholas Gartaganis                 | 114                                 |
| 2002                                | Montreal                            | 11. Mistrzostwa Świata              | Miksty                              | Nicholas Gartaganis                 | 184                                 |
| 2002                                | Montreal                            | 11. Mistrzostwa Świata              | Open                                | Nicholas Gartaganis                 | 251                                 |

## Klasyfikacja
- Judith Gartaganis – klasyfikacja WBF (ang.)